# 川俁線
川俁線（日语：／ Kawamata sen */?）曾經是一條連結福島縣福島市的松川站至同縣伊達郡川俁町的岩代川俁站，屬於日本國有鐵道（國鐵）的鐵路線。
根據改正鐵道敷設法別表第28項，作為「福島縣川俁起至浪江的鐵路」（福島縣川俣ヨリ浪江ニ至ル鐵道），此線也有往濱通方向延長的計劃，然而作為赤字83線廢除的一部分在1972年（昭和47年）5月13日限期前廢除，由國鐵巴士作為代替交通機關運行。其後身JR巴士東北的路線巴士也在2005年（平成17年）3月31日限期前廢除，現在自治體已經完成代替運行。

## 历史
1915年12月，作为轻便铁路的信达轨道开通至以轻目羽二重的产地而著名的川俣，后来为向货物输入地运输丝织品并搬入生产所需的物资而建设了国铁线。尽管该线于战时被指定为不要不急線撤除，但在日本國有鐵道成立后于战后恢复通车。然而，由于该线的经营逐年恶化，曾经于1955年提出废止的方针，但后因地方上的反对而不了了之。
为此，川俣线管理长于1958年设立。鉴于此处的产业经历情况，对之进行巨额的资本投资显然绝非上策，且该线路也在战时曾一度因线路被撤除而改为汽车运输的事实也当充分考虑。因此，从企业性和公共性来看，应当采用保持营业范围不变的同时，放弃部内的可整理业务以增加业务时间，减少不必要的资产以尽可能缩减经费的经营方针。
之后，岩代饭野、岩代川俣两站的站长职位被撤除，转由松川站站长管理。同时，将岩代川俣的线路班并入岩代饭野班，岩代饭野站的事务也同岩代川俣站合并处理。此外，撤除岩代饭野站的侧线、延长电力设备的维护周期、将国铁巴士福浪线的随身行李接续站由岩代川俣站改为福岛站等措施也同样被施行。
然而，收支并未由此得到改善。因此，国铁的咨询委员会于1968年（昭和43年）向沿线发出了废除劝告。然而，福岛县、川俣町、饭野町对这一决定表示反对，并未进行相关的协商。川俣线于1967年度的经营成绩为收入1955万日元，经费8450万日元，营业系数434。在这种情况下，由于国铁一方不断和当地町长、町议会议员和有力者进行非公开的接触，最终，相关的市町长于1972年（昭和47年）3月最终向仙台铁道管理局长递交了废除同意书。
作为铁路的替代，当地要求以国铁巴士代替运行，并且在时刻表上也需充分尊重当地的意见。同时，为了促进县道的整备并缓和饭野市街地的交通堵塞，铁路的一部分废线迹被用于建设县道的旁路。对此，国铁和相关的省厅进行了协商，将巴士的班次由铁路的每日6.5对增加至每日15对，增加了16个停留所。川俣町直达福岛的班次也由6对增加至35对。由于建设省表示同意要求当地对道路整备的要求，因此在达成协议后，1972年（昭和47年）5月14日，川俣线全线废除。

### 年表
- 1924年（大正13年）2月：起工。
- 1926年（大正15年）3月1日：松川 - 岩代川俣 (12.2 km) 开业，新设岩代饭野站、岩代川俣站[5]。
- 1934年（昭和9年）
  - 9月1日：开始运行气动车[6]。
  - 11月1日：新设岩代大久保站。
- 1938年（昭和13年）6月20日：省营自动车福浪线开始运输营业（福岛站-岩代川俣站-浪江站）[7]。
- 1941年（昭和16年）8月10日：岩代大久保站营业停止（实质废除）[8]。
- 1943年（昭和18年）9月1日：因被选为不要不急線，全线 (12.2 km) 休止。岩代饭野站、岩代川俣站休止[9]。拆除的线路被转用至釜石線。
- 1946年（昭和21年）4月20日：松川 - 岩代饭野 (6.3 km) 恢复通车。岩代饭野站恢复开放[10]。
- 1966年（昭和41年）10月：改为柴油机车运行。
- 1972年（昭和47年）
  - 4月6日：申请废除。
  - 5月14日：全线 (12.2 km) 废除，转换至国铁巴士。

## 車站列表
所有車站都位於福島縣內。接續路線的公司名、所在地名以路線廢除時為準。
| 中文站名 | 日文站名 | 英文站名 | 站間營業距離 | 累計營業距離 | 接續路線               | 所在地                   |
| -------- | -------- | -------- | ------------ | ------------ | ---------------------- | ------------------------ |
| 松川     |          |          | -            | 0.0          | 日本國有鐵道：東北本線 | 福島市                   |
| 岩代飯野 |          |          | 6.3          | 6.3          |                        | 伊達郡飯野町（現福島市） |
| 岩代川俁 |          |          | 5.9          | 12.2         |                        | 伊達郡川俁町             |

1941年（昭和16年）前曾經存在的岩代大久保站位於松川起計7.2公里位置。

## 外部連結
- 川俣線跡 （页面存档备份，存于） - かつての路線跡の散策レポート